# Sudaporn Seesondee
Sudaporn Seesondee (en thaï : สุดาพร สีสอนดี) est une boxeuse amateure thaïlandaise, née le 4 octobre 1991. Après plusieurs médailles mondiales, elle est médaillée de bronze olympique aux Jeux de 2020.

## Carrière
Sudaporn Seesondee commence le sport d'abord par le muay-thaï car son père possède une salle de sport spécialisée.
Aux championnats du monde amateur femmes 2018, elle est médaillée de bronze en poids légers, battue en finale par l'Irlandaise Kellie Harrington. La même année, elle perd en finale dans la catégorie -60 kg face à la Sud-Coréenne Oh Yeon-ji aux Jeux asiatiques de 2018.
Lors des Jeux olympiques d'été de 2020, elle perd en demi-finale des poids légers face à l'Irlandaise Harrington 2-3. Après sa médaille, elle est nommée sous-lieutenant dans la Marine royale.

## Palmarès

### Jeux olympiques
- Médaille de bronze en poids légers aux Jeux olympiques d'été de 2020 à Tokyo

### Championnats du monde
- Médaille d'argent en poids légers aux Championnats du monde amateur femmes 2019 à New Delhi
- Médaille de bronze en poids super-légers aux Championnats du monde amateur femmes 2014 à Jeju-si

### Jeux asiatiques
- Médaille d'argent en poids légers aux Jeux asiatiques de 2018 à Jakarta